# أسماك الفرخ
أسماك الفرخ هي عائلة أسماك شبيهة الأفراخ التي توجد في المياه العذبة والمياه المسوسة في نصف الأرض الشمالي. وتحتوي العائلة على حوالي 200 نوع في عشرة أجناس. توجد القاذفات والأفراخ وذووهم في هذه العائلة: أصناف معروفة جيدًا تشمل سمك الجاحظ والروف (ruffe) والأنواع الثلاثة لسمك الفرخ.
تتميز هذه العائلة بدرجةٍ أكبر أو أقل من الدروع حول الرأس، الناجمة عن وجود أسنان أو أعمدة فقرية على الوجنات، والأوصدة (أغطية خيشومية) أو على حوافها، وتتميز أيضًا بوجود رابطين ضيقين من مجموعة قريبة من أسنانٍ عديدةٍ على الجوانب (العظم الحنكي)، وبوجود صفيحة قلبية الشكل من الأسنان (على الميكعة) على سقف الفم الكبير بداخلها. وتكون هذه الأسماك عادةً مستطيلة الشكل ومضغوطة، ليست عميقة للغاية ولا متطاولة كثيرًا- ويكون قشرها عمومًا خشنًا وغليظ الملمس، أو مهدب، وتكون ألوانها براقة (الأحمر، البني، البرتقالي، الأصفر هم أكثر الصبغات سيادةً).

## الأنواع
تدرج قاعدة بيانات أنواع الأسماك العالمية 204 نوع في عشرة أجناس:
- الجنس  زقة الرمل (Ammocrypta) (زُقّات الرمل)
- الجنس كريستالاريا (Crystallaria)
  - الزقة البلورية، كريستالاريا أسبريلا (Crystallaria asprella) (جوردن، عام 1878).
  - كريستالاريا سينكوتا (Crystallaria cincotta) ويلش ووود (Welsh & Wood)، عام 2008.
- الجنس زقة مصفوفة البطن (Etheostoma) (الزُقّات مصقولة البطن)
  - الزقة حادة الرأس، إثيوستوما أكوتيسيبس (Etheostoma acuticeps) بايلي (Bailey)، عام 1959.
  - الزقة نحاسية الوجنة، إثيوستوما أكوالي (Etheostoma aquali) ويليامز وإتنير (Williams & Etnier)، عام 1978.
  - الزقة حمراء البقعة، إثيوستوما أرتيسيا (Etheostoma artesiae) (هاي، عام 1881).
  - الزقة الطينية، إثيوستوما أسبريجين (Etheostoma asprigene) (فوربس (Forbes)، عام 1878).
  - الزقة أفطسية الأنف بكمبرلاند، إثيوستوما أتريبين (Etheostoma atripinne) (جوردن، عام 1877).
  - الزقة الصدفية، إثيوستوما أوسترال (Etheostoma australe) جوردن، عام 1889.
  - الزقة الزمردية، إثيوستوما بايليي (Etheostoma baileyi) بايج وبور (Page & Burr)، عام 1982.
  - الزقة الدمعية، إثيوستوما باربوري (Etheostoma barbouri) كونة وسمول (Kuehne & Small)، عام 1971.
  - الزقة المبهرة، إثيوستوما بارينينس (Etheostoma barrenense) بور وبايج، عام 1982.
  - الزقة المموجة، إثيوستوما باسيلار (Etheostoma basilare) بايج وهاردمان ونير (Page, Hardman & Near)، عام 2003.
  - الزقة المحاربة، إثيوستوما بيلاتور (Etheostoma bellator) ساتكوس وبايلي (Suttkus & Bailey)، عام 1993.
  - الزقة برتقالية الزعنفة، إثيوستوما بيلوم (Etheostoma bellum) زوراش (Zorach)، عام 1968.
  - الزقة الجاموسية، إثيوستوما بيسون (Etheostoma bison) سيس وبايج (Ceas & Page)، عام 1997.
  - الزقة خضراء الجانب، إثيوستوما بلينيويدس (Etheostoma blennioides) رافينيسك، عام 1819.
  - الزقة البلينية، إثيوستوما بلينيوس (Etheostoma blennius) جيلبرت وسواين (Gilbert & Swain)، عام 1887.
  - زقة المياه الراكدة، إثيوستوما بوشونجي (Etheostoma boschungi) وول وويليامز (Wall & Williams)، عام 1974.
  - الزقة الصيفية، إثيوستوما بريفيروستروم (Etheostoma brevirostrum) ساتكوس وإتنير (Suttkus & Etnier)، عام 1991.
  - الزقة الينبوعية، إثيوستوما بوري (Etheostoma burri) سيس وبايج، عام 1997.
  - الزقة الزاهية، إثيوستوما كاروليوم (Etheostoma caeruleum) ستورر (Storer)، عام 1845.
  - الزقة زرقاء الصدر، إثيوستوما كاموروم (Etheostoma camurum) (كوب، عام 1870).
  - الزقة التشيكاسوية، إثيوستوما سيرفوس (Etheostoma cervus) باورز ومايدن (Powers & Mayden)، عام 2003.
  - الزقة قرمزية اللون، إثيوستوما شيرموكي (Etheostoma chermocki) بوشونج ومايدن وتوملري (Boschung, Mayden & Tomelleri)، عام 1992.
  - الزقة الأرملة، إثيوستوما تشينينس (Etheostoma chienense) بايج وسيس، عام 1992.
  - الزقة خضراء الزعنفة، إثيوستوما كلوروبرانشيوم (Etheostoma chlorobranchium) زوراش، عام 1972.
  - الزقة فظة الأنف، إثيوستوما كلوروسوما (Etheostoma chlorosoma) (هاي، عام 1881).
  - الزقة حمراء الشفاه، إثيوستوما شانكواشات (Etheostoma chuckwachatte) مايدن ووود (Mayden & Wood)، عام 1993.
  - الزقة الرمادية، إثيوستوما سنيريوم (Etheostoma cinereum) ستورر، عام 1845.
  - الزقة الكريولية، إثيوستوما كوليتي (Etheostoma collettei) بيردسونج وكناب (Birdsong & Knapp)، عام 1969.
  - الزقة الكارولينية، إثيوستوما كوليس (Etheostoma collis) (هوبس وكانون (Hubbs & Cannon)، عام 1935).
  - الزقة الساحلية، إثيوستوما كلوروسوم (Etheostoma colorosum) ساتكوس وبايلي، عام 1993.
  - الزقة الكوسية، إثيوستوما كوسا (Etheostoma coosae) (فولر (Fowler)، عام 1945).
  - الزقة التاجية، إثيوستوما كورونا (Etheostoma corona) بايج وسيس، عام 1992.
  - الزقة الأركانسسية، إثيوستوما كراجيني (Etheostoma cragini) جيلبرت، عام 1885.
  - الزقة المهدبة، إثيوستوما كروسوبتيروم (Etheostoma crossopterum) براسش ومايدن (Braasch & Mayden)، عام 1985.
  - الزقة الشوكتاوتشية، إثيوستوما دافيسوني (Etheostoma davisoni) هاي، عام 1885.
  - الزقة الذهبية، إثيوستوما دينونكورتي (Etheostoma denoncourti) ستوفر وفان سنيك (Stauffer & van Snik)، عام 1997.
  - الزقة الحجرية، إثيوستوما دريفاتيفوم (Etheostoma derivativum) بايج وهاردمان ونير، عام 2003.
  - زقة المياه البحرية، إثيوستوما ديتريما (Etheostoma ditrema) رامسي وساتكوس (Ramsey & Suttkus)، عام 1965.
  - الزقة التوسكالوسية، إثيوستوما دوجلاسي (Etheostoma douglasi) وود ومايدن، عام 1993.
  - الزقة السوداء، إثيوستوما دوري (Etheostoma duryi) هينشال (Henshall)، عام 1889.
  - الزقة البنية، إثيوستوما إدويني (Etheostoma edwini) (هوبس وكانون، عام 1935).
  - الزقة كرزية اللون، إثيوستوما إتنيري (Etheostoma etnieri) بوشارد (Bouchard)، عام 1977.
  - الزقة الإتوهية، إثيوستوما إتوواها (Etheostoma etowahae) وود ومايدن، عام 1993.
  - الزقة المثقلة الأركانسسية، إثيوستوما إيوزونوم (Etheostoma euzonum) (هوبس وبلاك (Hubbs & Black)، عام 1940).
  - الزقة الأيوية، إثيوستوما إكسيل (Etheostoma exile) (جيرارد، عام 1859).
  - الزقة مروحية الذيل، إثيوستوما فلابيلار (Etheostoma flabellare) رافينيسك، عام 1819.
  - الزقة الزعفرانية، إثيوستوما فلافوم (Etheostoma flavum) إتنير وبايلي، عام 1989.
  - الزقة النافورية، إثيوستوما فونتيكولا (Etheostoma fonticola) (جوردن وجيلبرت، عام 1886).
  - الزقة العقيمة، إثيوستوما فوربيسي (Etheostoma forbesi) بايج وسيس، عام 1992.
  - الزقة الفراولية، إثيوستوما فراجي (Etheostoma fragi) ديستلر (Distler)، عام 1968.
  - الزقة السافانية، إثيوستوما فريكسيوم (Etheostoma fricksium) هيلدبراند (Hildebrand)، عام 1923.
  - الزقة المستنقعية، إثيوستوما فوسيفورم (Etheostoma fusiforme) (جيرارد، عام 1854).
  - الزقة ثعبانية الجلد، إثيوستوما جراسيل (Etheostoma gracile) (جيرارد، عام 1859).
  - الزقة الريو جراندية، إثيوستوما جراهامي (Etheostoma grahami) (جيرارد، عام 1859).
  - الزقة التوكاسيجية، إثيوستوما جوتسيلي (Etheostoma gutselli) (هيلدبراند، عام 1932).
  - الزقة ملونة النقش، إثيوستوما هيستريو (Etheostoma histrio) جوردن وجيلبرت، عام 1887.
  - الزقة الكريسماسية، إثيوستوما هوبكينسي (Etheostoma hopkinsi) (فولر، عام 1945).
  - الزقة الفيروزية، إثيوستوما إنسكريبتوم (Etheostoma inscriptum) (جوردن وبرايتون، عام 1878).
  - الزقة زرقاء الجانب، إثيوستوما جيسيا (Etheostoma jessiae) (جوردن وبرايتون، عام 1878).
  - الزقة خضراء الصدر، إثيوستوما جورداني (Etheostoma jordani) جيلبرت، عام 1891.
  - الزقة النيرية، إثيوستوما جوليا (Etheostoma juliae) ميك، عام 1891.
  - الزقة الكنوهية، إثيوستوما كاناوها (Etheostoma kanawhae) (راني (Raney)، عام 1941).
  - الزقة ذات الحافة المرتفعة، إثيوستوما كانوكينس (Etheostoma kantuckeense) سيس وبايج، عام 1997.
  - الزقة شريطية الذيل، إثيوستوما كينيكوتي (Etheostoma kennicotti) (بوتنام (Putnam)، عام 1863).
  - الزقة التومبيجبية، إثيوستوما لاشنيري (Etheostoma lachneri) ساتكوس وبايلي، عام 1994.
  - الزقة منبعية المياه، إثيوستوما لورنسي (Etheostoma lawrencei) سيس وبور، عام 2002.
  - الزقة خضراء الحلق، إثيوستوما ليبيدوم (Etheostoma lepidum) (بايرد وجيرارد، عام 1853).
  - الزقة طويلة الزعنفة، إثيوستوما لونجيمانوم (Etheostoma longimanum) جوردن، عام 1888.
  - الزقة التوفية، إثيوستوما لوجوي (Etheostoma lugoi) نوريس ومينكلي (Norris & Minckley)، عام 1997.
  - الزقة حمراء الرابط، إثيوستوما لوتيوفينكتوم (Etheostoma luteovinctum) جيلبرت وسواين (Gilbert & Swain)، عام 1887.
  - الزقة لامعة العين، إثيوستوما لينسيوم (Etheostoma lynceum) هاي، عام 1885.
  - الزقة المنقطة، إثيوستوما ماكولاتوم (Etheostoma maculatum) كيرتلاند (Kirtland)، عام 1841.
  - الزقة الصنوبرية، إثيوستوما ماريا (Etheostoma mariae) (فولر، عام 1947).
  - الزقة صغيرة القشر، إثيوستوما ميكروليبيدوم (Etheostoma microlepidum) راني وزوراش، عام 1967.
  - الزقة الصغرى، إثيوستوما ميكروبيركا (Etheostoma microperca) جوردن وجيلبرت، عام 1888.
  - الزقة صفراء الوجنة، إثيوستوما موري (Etheostoma moorei) راني وساتكوس، عام 1964.
  - الزقة المصاصية، إثيوستوما نيوبتيروم (Etheostoma neopterum) هويل وديجركوس (Howell & Dingerkus)، عام 1978.
  - الزقة النيانجوانية، إثيوستوما نيانجوا (Etheostoma nianguae) جيلبرت وميك، عام 1887.
  - الزقة سوداء الزعنفة، إثيوستوما نيجريبين (Etheostoma nigripinne) براسش ومايدن، عام 1985.
  - الزقة الجونية، إثيوستوما نيجروم (Etheostoma nigrum) رافينيسك، عام 1820.
  - الزقة الجرجيرية، إثيوستوما نوشال (Etheostoma nuchale) هويل وكالدويل (Howell & Caldwell)، عام 1965.
  - الزقة شريطية الوجنة، إثيوستوما أوبينس (Etheostoma obeyense) كيرسش (Kirsch)، عام 1892.
  - الزقة الأوكالوسية، إثيوستوما أوكالوسا (Etheostoma okaloosae) (فولر، عام 1941).
  - الزقة السخامية، إثيوستوما أوليفاسيوم (Etheostoma olivaceum) براسش وبايج، عام 1979.
  - الزقة الفسيفسائية، إثيوستوما أولمستيدي (Etheostoma olmstedi) ستورر، عام 1842.
  - الزقة الحارسة، إثيوستوما أوفيلاكس (Etheostoma oophylax) سيس وبايج، عام 1992.
  - الزقة الحلوية، إثيوستوما أوسبورني (Etheostoma osburni) (هوبس وتراوتمان (Hubbs & Trautman)، عام 1932).
  - الزقة شاحبة الظهر، إثيوستوما باليديدورسوم (Etheostoma pallididorsum) ديستلر وميتكالف (Distler & Metcalf)، عام 1962.
  - الزقة الشريطية الذهبية، إثيوستوما بارفيبين (Etheostoma parvipinne) جيلبرت وسواين، عام 1887.
  - الزقة داكنة الذيل، إثيوستوما بيركنوروم (Etheostoma percnurum) جينكينس (Jenkins)، عام 1994.
  - الزقة الفاكاماوية، إثيوستوما بيرلونجوم (Etheostoma perlongum) (هوبس وراني، عام 1946).
  - الزقة المندفعة، إثيوستوما فيتوفيلوم (Etheostoma phytophilum) بارت وتايلور (Bart & Taylor)، عام 1999.
  - زقة الأعشاب النهرية الضارة، إثيوستوما بودوستيمون (Etheostoma podostemone) جوردن وجينكينس، عام 1889.
  - الزقة التشيهواهوية، إثيوستوما بوتسي (Etheostoma pottsii) (جيرارد، عام 1859).
  - الزقة السروية، إثيوستوما بروليار (Etheostoma proeliare) (هاي، عام 1881).
  - الزقة المحاكية لشكل البيضة، إثيوستوما بسيودوفولاتوم (Etheostoma pseudovulatum) بايج وسيس، عام 1992.
  - الزقة المنقطة، إثيوستوما بنكتولاتوم (Etheostoma punctulatum) (أغاسي، عام 1854).
  - الزقة نارية البطن، إثيوستوما بيراهوجاستر (Etheostoma pyrrhogaster) بايلي وإتنير، عام 1988.
  - الزقة برتقالية البطن، إثيوستوما راديوسوم (Etheostoma radiosum) (هوبس وبلاك، عام 1941).
  - الزقة الكنتاكية، إثيوستوما رافينسكوي (Etheostoma rafinesquei) بور وبايج، عام 1982.
  - الزقة الألابامية، إثيوستوما رامسي (Etheostoma ramseyi) ساتكوس وبايلي، عام 1994.
  - الزقة اليازوية، إثيوستوما راني (Etheostoma raneyi) ساتكوس وبارت، عام 1994.
  - زقة النهير الرافد، إثيوستوما روبروم (Etheostoma rubrum) راني وساتكوس، عام 1966.
  - الزقة حمراء الخط، إثيوستوما روفيلينياتوم (Etheostoma rufilineatum) (كوب، عام 1870).
  - الزقة الصخرية، إثيوستوما روبستر (Etheostoma rupestre) جيلبرت وسواين، عام 1887.
  - الزقة السهمية، إثيوستوما ساجيتا (Etheostoma sagitta) (جوردن وسواين، عام 1883).
  - الزقة السالودية، إثيوستوما سالودا (Etheostoma saludae) (هوبس وكانون، عام 1935).
  - الزقة دموية الزعنفة، إثيوستوما سانجيوفلوم (Etheostoma sanguifluum) (كوب، عام 1870).
  - الزقة الشيروكية، إثيوستوما سكوتي (Etheostoma scotti) باور وإتنير وبوركهيد (Bauer, Etnier & Burkhead)، عام 1995.
  - الزقة الريو سلادو، إثيوستوما سيجريكس (Etheostoma segrex) نوريس ومينكلي، عام 1997.
  - الزقة الميرلاندية، إثيوستوما سيلار (Etheostoma sellare) (رادكليف وويلش (Radcliffe & Welsh)، عام 1913).
  - إثيوستوما سيكواتشينس (Etheostoma sequatchiense) بور، عام 1979.
  - الزقة منشارية الوجنة، إثيوستوما سريفر (Etheostoma serrifer) (هوبس وكانون، عام 1935).
  - الزقة أفطسية الأنف، إثيوستوما سيموتيروم (Etheostoma simoterum) (كوب، عام 1868).
  - الزقة صخرية اللوح، إثيوستوما سميثي (Etheostoma smithi) بايج وبراسش، عام 1976.
  - الزقة برتقالية الحلق، إثيوستوما سبيكتابيل (Etheostoma spectabile) (أغاسي، عام 1854).
  - الزقة بقعة الذيل، إثيوستوما سكواميسيبس (Etheostoma squamiceps) جوردن، عام 1877.
  - الزقة المنقطة، إثيوستوما ستيجماوم (Etheostoma stigmaeum) (جوردن، عام 1877).
  - الزقة المخططة، إثيوستوما سترياتولوم (Etheostoma striatulum) بايج وبراسش، عام 1977.
  - الزقة الكمبرلاندية، إثيوستوما سوسانا (Etheostoma susanae) (جوردن وسواين، عام 1883).
  - الزقة الخليجية، إثيوستوما سوايني (Etheostoma swaini) (جوردن، عام 1884).
  - الزقة السوانانوية، إثيوستوما سوانانوا (Etheostoma swannanoa) جوردن وإيفرمان (Evermann)، عام 1889.
  - الزقة التلابوسية، إثيوستوما تلابوسا (Etheostoma tallapoosae) ساتكوس وإتنير، عام 1991.
  - الزقة الشاونية، إثيوستوما تيكومسهي (Etheostoma tecumsehi) سيس وبايج، عام 1997.
  - الزقة المثقلة الميزورية، إثيوستوما تيترازونوم (Etheostoma tetrazonum) (هوبس وبلاك، عام 1940).
  - زقة البحر الخضراء، إثيوستوما ثالاسينوم (Etheostoma thalassinum) (جوردن وبرايتون، عام 1878).
  - الزقة التبيكانوية، إثيوستوما تبيكانو (Etheostoma tippecanoe) جوردن وإيفرمان، عام 1890.
  - الزقة ثلاثية البقعة، إثيوستوما تريسلا (Etheostoma trisella) بايلي وريتشاردس (Richards)، عام 1963.
  - الزقة التوسكومبية، إثيوستوما توسكومبيا (Etheostoma tuscumbia) جيلبرت وسواين، عام 1887.
  - الزقة التيارية، إثيوستوما يونيبوروم (Etheostoma uniporum) ديستلر، عام 1968.
  - الزقة الرقشية، إثيوستوما فارياتوم (Etheostoma variatum) كيرتلاند (Kirtland)، عام 1838.
  - الزقة المخططة، إثيوستوما فيرجاتوم (Etheostoma virgatum) (جوردن، عام 1880).
  - الزقة الزجاجية، إثيوستوما فيتريوم (Etheostoma vitreum) (كوب، عام 1870).
  - الزقة الجريحة، إثيوستوما فولنيراتوم (Etheostoma vulneratum) (كوب، عام 1870).
  - الزقة الجلمودية، إثيوستوما وابيتي (Etheostoma wapiti) إتنير وويليامز، عام 1989.
  - الزقة حمراء الزعنفة، إثيوستوما ويبلي (Etheostoma whipplei) (جيرارد، عام 1859).
  - الزقة الربطية، إثيوستوما زونال (Etheostoma zonale) (كوب، عام 1868).
  - زقة المياه الراكدة، إثيوستوما زونيفر (Etheostoma zonifer) (هوبس وكانون، عام 1935).
  - الزقة رابطية الزعنفة، إثيوستوما زونيستيوم (Etheostoma zonistium) بايلي وإتنير، عام 1988.
- الجنس جيمنوسيفالوس (Gymnocephalus) (الروف الأوروبية)
  - الروف الدونتسية (Donets ruffe)، جيمنوسيفالوس أسرينوس (Gymnocephalus acerinus) (جولدنستات (Güldenstädt)، عام 1774).
  - الروف الدانوبية (Danube ruffe)، جيمنوسيفالوس بالوني (Gymnocephalus baloni) هولسيك وهينسل (Holcík & Hensel)، عام 1974.
  - الروف، جيمنوسيفالوس سيرنوس (Gymnocephalus cernuus) (لينايوس، عام 1758).
  - شراتسر (Schraetzer)، جيمنوسيفالوس شراتسر (Gymnocephalus schraetser) (لينايوس، عام 1758).
- الجنس الفرخ (الفرخيات الصفراء)
  - الفرخ الصفراء، بيركا فلافيسينس (Perca flavescens) (ميتشيل، عام 1814).
  - الفرخ الأوروبية، بيركا فلوفياتيليس (Perca fluviatilis) لينايوس، عام 1758.
  - الفرخ البلخاشية (Balkhash perch)، بيركا شرينكي (Perca schrenkii) كيسلر، عام 1874.
- الجنس بركارينا (Percarina)
  - بركارينا، بركارينا ديميدوفي (Percarina demidoffi) نوردمان (Nordmann)، عام 1840.
- الجنس برسينا (Percina) الزُقّات خشنة البطن والفرخيات البقمية، تقريبًا 45 نوعًا)
- الجنس رومانشثيس (Romanichthys)
  - أسبريت (Asprete)، رومانشثيس فالسانيكولا (Romanichthys valsanicola) دوميتريسكو وباناريسكو وستويكا (Dumitrescu, Banarescu & Stoica)، عام 1957.
- الجنس ساندر (الفرخيات الكراكية)
  - سوجر (Sauger)، ساندر كانادينسيس (Sander canadensis) (جريفيث وسميث (Griffith & Smith)، عام 1834).
  - زاندر (Zander)، ساندر لوسيوبيركا (Sander lucioperca) (لينايوس، عام 1758).
  - فرخ مصبات الأنهار، ساندر مارينوس (Sander marinus) (كوفير، عام 1828).
  - الفرخ رمادية العين، ساندر فيتريوس (Sander vitreus) (ميتشيل، عام 1818).
  - الفرخ الكراكية الفولجية، ساندر فولجنسيس (Sander volgensis) (جميلين، عام 1789).
- الجنس زينجل (Zingel)
  - رون ستريبر (Rhone streber)، زينجل أسبر (Zingel asper) (لينايوس، عام 1758).
  - زينجل بالكانيكوس (Zingel balcanicus) (كارامان (Karaman)، عام 1937).
  - دانوب ستريبر (Danube streber)، زينجل ستريبر (Zingel streber) (سيبولد (Siebold)، عام 1863).
  - زينجل، زينجل زينجل (Zingel zingel) (لينايوس، عام 1766).